# Giannis Satsias
Giannis Satsias (Nicosia, 28 de diciembre de 2002) es un futbolista chipriota que juega en la demarcación de centrocampista para el APOEL FC de la Primera División de Chipre.

## Selección nacional
Tras jugar en la sub-17, la sub-18 y la sub-21, finalmente hizo su debut con la selección de fútbol de Chipre el 17 de junio de 2023 en un partido de clasificación para la Eurocopa 2024 contra Georgia que finalizó con un resultado de 1-2 a favor del combinado georgiano tras el gol de Ioannis Pittas para Chipre, y de Georges Mikautadze y Zuriko Davitashvili para Georgia.

## Clubes
| Club     | País   | Año   | Partidos | Goles |
| -------- | ------ | ----- | -------- | ----- |
| APOEL FC | Chipre | 2020- | 109      | 8     |

## Palmarés

### Títulos nacionales
| Título                     | Club             | País   | Año  |
| -------------------------- | ---------------- | ------ | ---- |
| Primera División de Chipre | APOEL de Nicosia | Chipre | 2024 |
| Supercopa de Chipre        | APOEL de Nicosia | Chipre | 2024 |